# 이창희 (1933년)
이창희(李昌熙, 1933년 5월 24일 ~ 1991년 7월 19일)는 대한민국의 기업인으로 새한그룹의 모태인 새한미디어를 창립하였다.

## 출생
이창희는 1933년 경상남도 의령에서 삼성그룹 회장이었던 호암 이병철과 어머니 박두을 사이에서 형 이맹희에 이어 차남으로 태어났다.

## 약력
보성중학교를 졸업하고, 1956년 일본 가쿠슈인 대학 화학과, 1959년 와세다 대학교 상학과를 졸업한 후 1964년 와세다 대학원에서 박사과정을 수료하였다. 1965년 귀국 후에 삼성그룹에 입사하여 제일모직 이사, 한국비료 이사, 새한제지 이사, 삼성물산 이사 등을 역임하였다.
첨단산업에 관심을 갖고 1973년 미국의 마그네틱미디어와 합작으로 마그네틱미디어코리아를 설립하였으며, 1977년 새한전자를 인수해서 마그네틱미디어코리아를 통합하여 새한미디어를 창립하였다. 새한미디어는 국내 최초로 오디오 카세트테이프를 생산하였으며, 1982년에 비디오테이프 자체 개발에 성공하였다.
인천공장에 이어 비료산업 합리화 조치에 따라 매각된 한국종합화학 충주비료공장부지를 인수하여 1985년 2월에 충주공장을 설립하였으며, 1987년에는 테이프의 원료인 자성산화철을 국내 최초로 생산하여 수출전략사업으로 삼았다. 새한미디어그룹으로는 새한종합개발, 황성통운, 새한콘크리트 등의 계열사가 있었다.
부인 이영자와 사이에 3남 1녀를 두었다.
그런데 도중 1991년 7월 19일에 혈액암으로 인해 별세하였다. 그에 뒤를 이어 부인인 이영자가 새한미디어 회장에 취임하고 장남 이재관이 새한미디어 부회장으로 취임하였다. 후에 삼성가 가족회의에서 이미 이재관사장이 개인최대주주였던 제일합섬을 故 이창희 회장 몫으로 분류하여 제일합섬과 새한미디어를 묶어 새한그룹이 출범하였다.
그러나 새한그룹은 2000년 워크아웃을 신청하여 계열사가 모두 청산 또는 매각되어 해체되었다.

## 가족 관계
- 할아버지 : 이찬우
- 할머니 : 권재림
  - 아버지 : 이병철
  - 어머니 : 박두을
    - 누나(1녀) : 이인희 - 한솔그룹 고문
    - 형(1남) : 이맹희
    - 부인 : 이영자(李永子) - 일본인, 본명 나카네 히로미
      - 장남 : 이재관(李在寬)
      - 자부 : 김희정 - 동방그룹 회장 김용대의 딸
        - 손녀: 이지혜 (1995년생)
        - 손녀: 이다현 (1997년생)

      - 차남 : 이재찬(李在燦)
      - 자부 : 최선희 - 동아그룹 회장 최원석의 딸
        - 손자: 이준호 (1994년생)
        - 손자: 이성호 (1997년생)

      - 삼남 : 이재원(李在元)
      - 자부 : 김지연 - 서영주정 회장 김일우의 딸
        - 손녀: 이소휘 (2000년생)

      - 장녀 : 이혜진(李惠珍)
      - 사위 : 조명희 - 라이프그룹 회장 조내벽[2]의 아들
        - 손녀: 조인영 (1993년생)
        - 손자: 조호재 (1998년생)

    - 동생(2녀) : 이숙희
    - 동생(3녀) : 이순희 - 김규(전 서강대 교수)
    - 동생(4녀) : 이덕희 - 이종기(전 삼성화재 회장)
    - 동생(3남) : 이건희 - 삼성그룹 회장
    - 동생(5녀) : 이명희 - 신세계그룹 회장

  - 서모 : 구로다
    - 동생 : 이태휘
    - 동생 : 이혜자

## 상훈
새한미디어 회장으로 재직할 때 수출에 대한 공로를 인정받아 대통령표창과 은탑산업훈장을 받았다. 그의 묘소는 충청북도 충주시 가금면 가흥리 산 27-1 새한미디어 목장(현재 건국대학교 실습농장)에 있었으나 이장되었다.